# BMW svet
Zgradba BMW svet je namenjena obiskovalcem pri ogledu ali nakupu novega vozila BMW. Je tudi kraj za druženje in spoznavanje novih avtomobilov in motociklov BMW. Tukaj lahko obiskovalec, skupaj z BMW muzejem in obratom München, izkusi popolno doživetje sveta BMW.

## Zunanjost
Z otvoritvijo zgradbe BMW svet, nem. BMW Welt, 20. oktobra 2007 je BMW v Münchnu postavil še enega od mejnikov in hkrati ustvaril kraj za prijetno druženje in nepozabne trenutke. Zgradba BMW svet, ki se nahaja nasproti poslovne zgradbe BMW, nudi obiskovalcem široko ponudbo zabave. Že v prvih šestih mesecih je zabeležila več kot milijon obiskovalcev in sedaj spada med tri najbolj priljubljene zanimivosti bavarske prestolnice. Sedaj lahko obiskovalci iz vsega sveta še intenzivneje izkusijo vse, kar predstavlja svet BMW: najnovejše trende in razstave s področja tehnike in oblikovanja ter naval čustev pri vseh tistih, ki v stavbi BMW svet prevzamejo svoj novi avtomobil.

BMW svet kot stavba, vendar hkrati tudi kot institucija, je pomemben vezni člen med podjetjem, blagovno znamko, proizvodi in njegovimi obiskovalci. Samo na tem kraju lahko doživite in izkusite hkrati preteklost, sedanjost in prihodnost. Kombinacija z obiskom BMW muzeja in vodenim obiskom tovarne v Münchenu je tisto, kar predstavlja svet BMW in ustvari logično celoto ter popolno doživetje. Zgradba BMW svet jasno izraža čut za odgovornost podjetja do narave ter tudi zavezanost k spoštovanju prostora, kamor je umeščena skupina BMW.

Osrednji del zgradbe je namenjen predaji, po individualnih željah opremljenih vozil BMW, novim lastnikom. Vsako leto 45.000 avtomobilov dobi novega lastnika z vseh koncev sveta. Interaktivni razstavni eksponati, poleg ekskluzivnih predstavitev trenutnih serij avtomobilov in motornih koles, nudijo tudi vpogled v raziskave, razvoj, oblikovanje in proizvodnjo avtomobilov BMW. Na ta način obiskovalcem nudijo priložnost, da podrobno spoznajo blagovno znamko in podjetje BMW. BMW svet ima tudi dvorano z najsodobnejšo tehniko za prireditve vseh vrst. Tu se poleg koncertov, razstav, konferenc in prenosov v živo odvijajo tako tudi sprejemi in seminarji. Za pestro gostinsko ponudbo poskrbijo dve restavraciji, bistro in kavarna. Pestra je tudi ponudba v trgovinah. Otroci od 7. do 13. leta lahko uživajo v posebnem zabavišču Junior Campus, ki temelji na najnovejših znanstvenih spoznanjih iz otroških in mladinskih raziskav. Tu lahko otroci preko igre doživljajo "mobilnost z vsemi čutili".